# Chiesa di Santa Maria foris portas
La chiesa di Santa Maria foris portas si trova nel comune di Castelseprio in provincia di Varese, su un'altura distante duecento metri dalla cinta muraria di un antico castrum, da cui l'appellativo in latino medievale. L'edificio si trova nel parco archeologico di Castelseprio  che comprende un antiquarium o museo.

## Storia
La chiesa è l'edificio più antico di Castelseprio, l'unico sopravvissuto alla distruzione e all'abbandono dell'antico borgo fortificato, grazie alla devozione legata alla Madonna titolare del luogo di culto. Il motivo di interesse principale è comunque l'originalissimo e straordinariamente conservato ciclo di affreschi che decora il vano dell'abside, tra le testimonianze più importanti della pittura muraria europea nell'alto medioevo. Fa parte del sito seriale "Longobardi in Italia: i luoghi del potere", comprendente sette luoghi densi di testimonianze architettoniche, pittoriche e scultoree dell'arte longobarda, iscritto alla Lista dei patrimoni dell'umanità dell'UNESCO nel giugno 2011.

## Descrizione

### Esterno

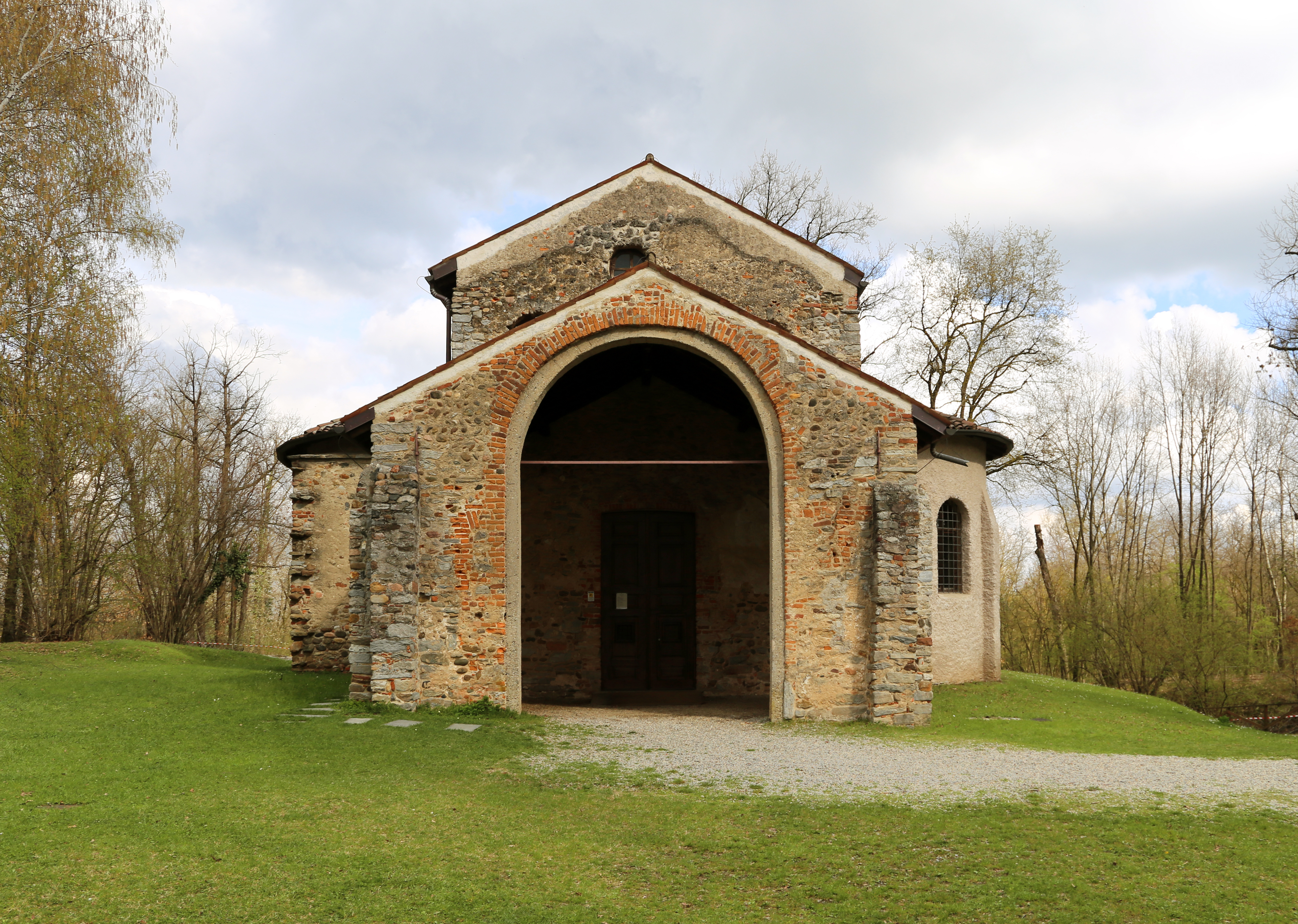
La facciata della chiesa

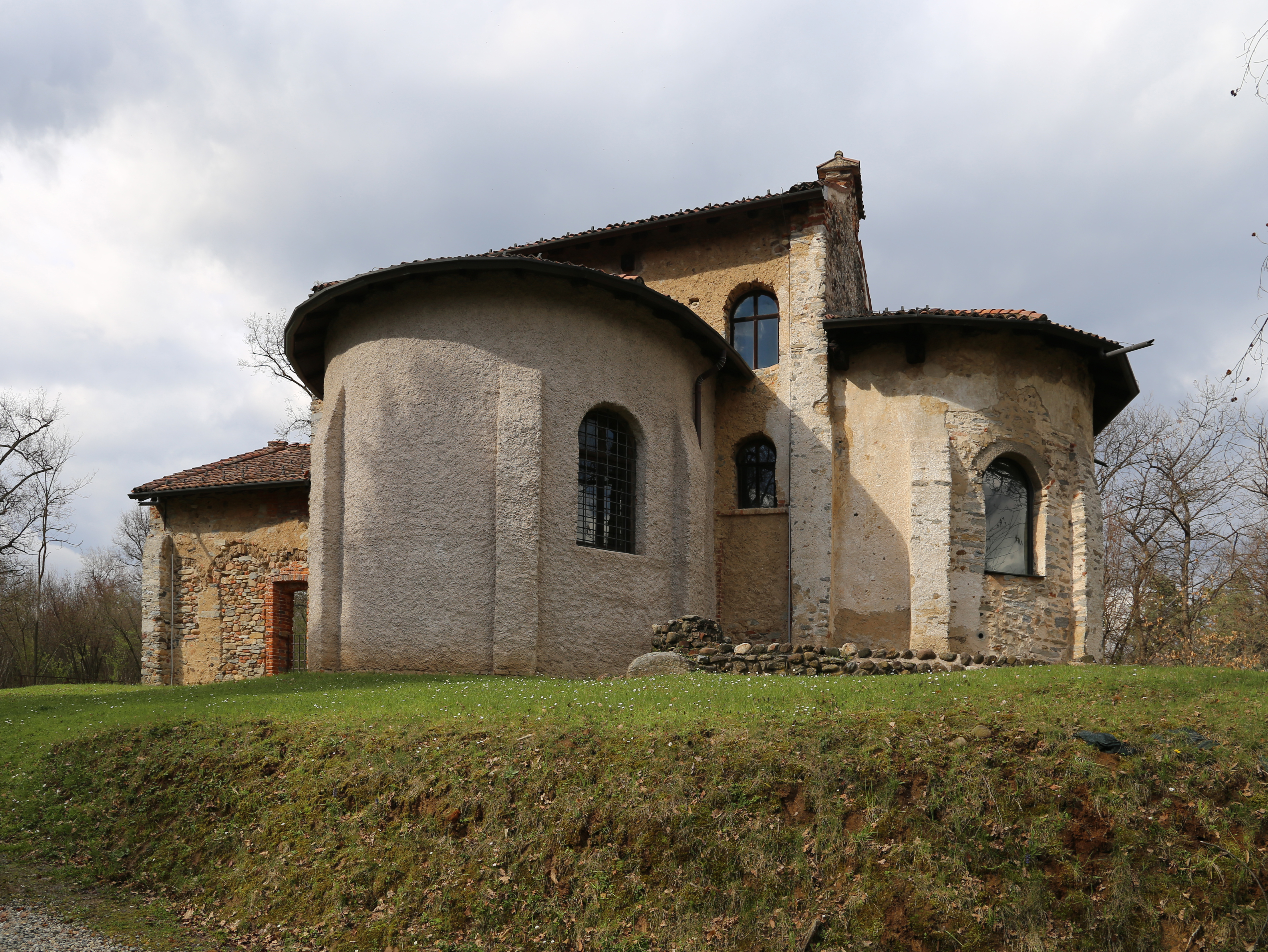
Due delle tre absidi della chiesa

La costruzione sorge su una collina, in un'area già caratterizzata da un sepolcreto preistorico. In passato ritenuta risalente al VII-VIII secolo, la struttura architettonica è stata recentemente datata, grazie a complessi esami fisici e chimici, intorno al secondo quarto del IX secolo, essendo assai difficoltosa la collocazione in base a elementi stilistici, non essendo rimasti esempi di confronto nella zona relativi a quel periodo. Appartiene dunque all'età carolingia per epoca di costruzione, ma a quella longobarda per concezione ideale e per continuità architettonica, che rimanda indietro fino alle basiliche paleocristiane di Milano del IV-V secolo e che sarebbe proseguita fino all'XI secolo.
La chiesa si presenta esternamente con una rustica semplicità, preceduta da un atrio con una grande apertura ad arco, aperta nel XVII secolo, in mattoni rossi, mentre in pianta presenta un'unica navata rettangolare, non molto lunga, con l'abside per ciascun lato oltre quello d'ingresso. Le tre absidi sono tra loro uguali tranne che per la disposizione delle finestre. All'esterno, esse sono rinforzate da contrafforti e coperte da bassi spioventi semiconici.
Scavi effettuati nelle immediate vicinanze della struttura hanno permesso di riscontrare tracce di costruzioni adiacenti, che la storiografia tende a individuare nelle residenze private dei conti e dei gastaldi del Seprio, in un'epoca in cui, dopo il periodo carolingio, l'edificio di culto aveva probabilmente assunto il ruolo di chiesa privata. È stato inoltre riscontrato un fossato, di epoca successiva a questi edifici, che si collegava a sud con un altro fossato artificiale e a est con un vallone. Il fatto poi che sia stata scoperta nei pressi della chiesa, poco distante dall'atrio, una grossa tomba di epoca carolingia fa presumere la presenza di una zona funeraria riservata ai signori feudali del luogo.

### Interno

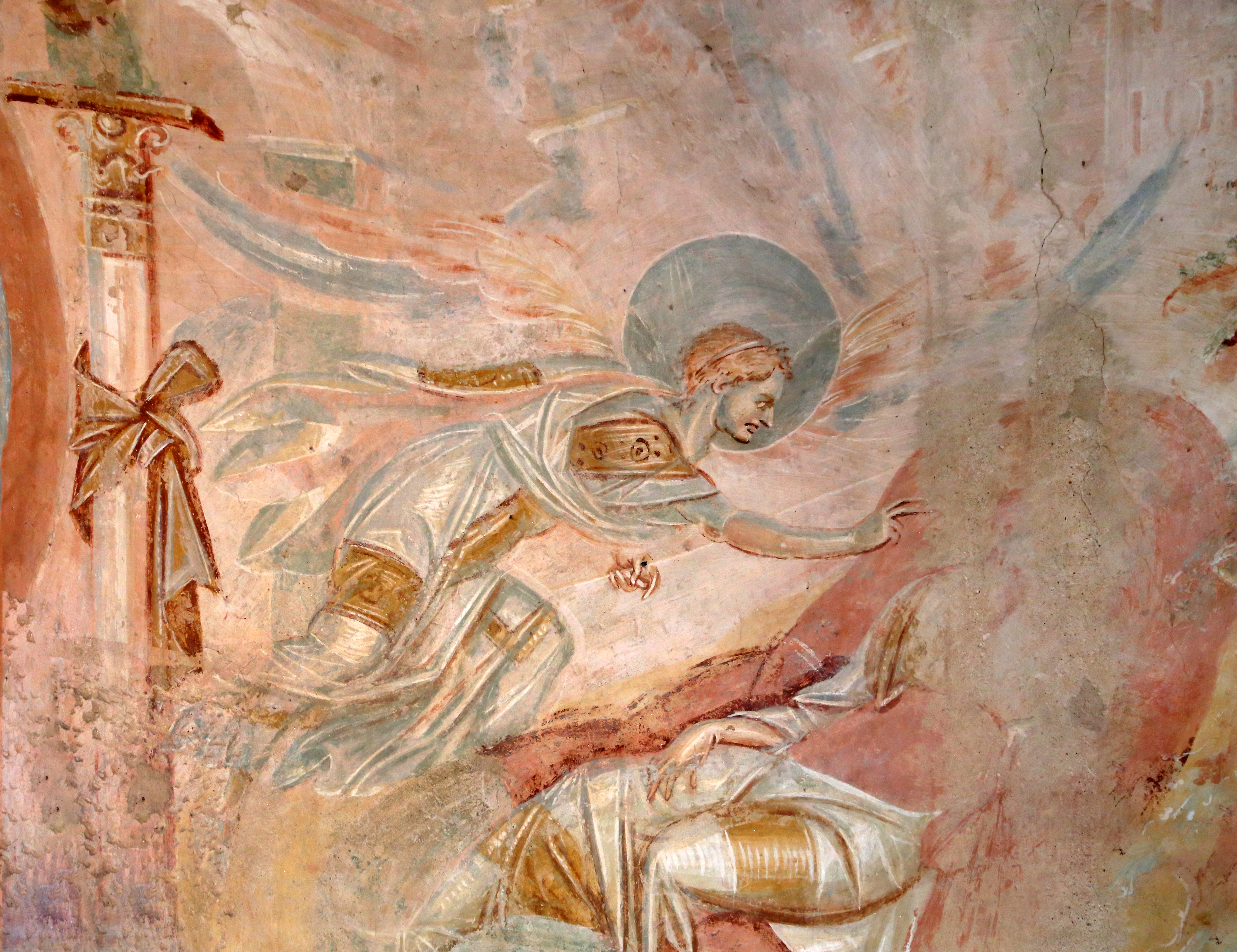
Sogno di Giuseppe

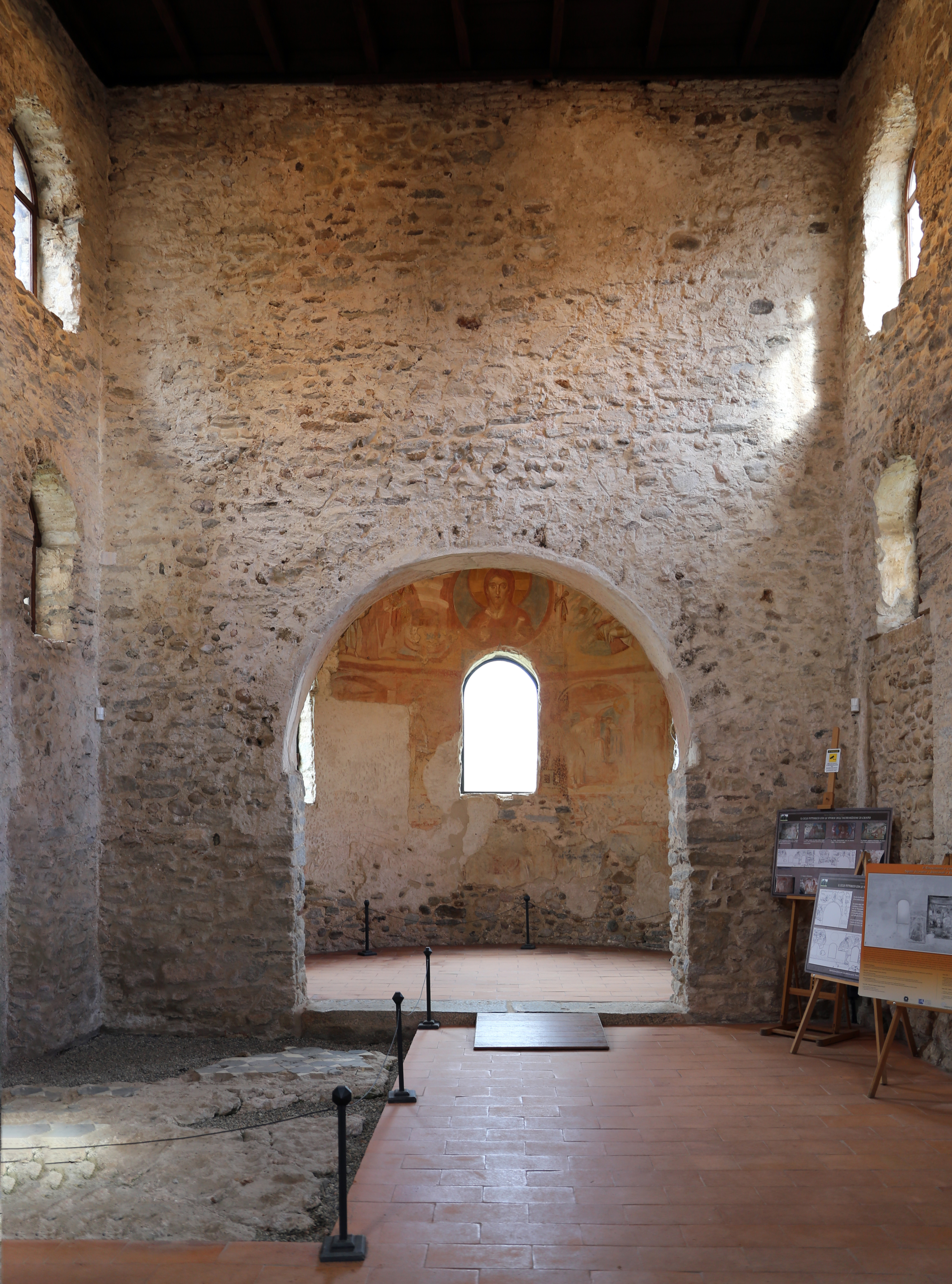
Vista dell'interno

Internamente la chiesa doveva essere intonacata e coperta da affreschi e stucchi, mentre il pavimento presentava motivi a intarsio in marmo, simili a quelli delle basiliche paleocristiane di Milano. Dalla chiesa probabilmente proviene anche l'Epitaffio di Wideramn, rara testimonianza della cultura funeraria longobarda scritta.
Gli affreschi antichi rimasti si dispiegano sulle pareti dell'abside centrale, compreso il lato che dà verso la chiesa, separato dalla navata da una parete dove si apre un arco a tutto sesto. Gli affreschi, rinvenuti casualmente nel 1944, rappresentano scene dell'infanzia di Cristo ispirate, sembra, soprattutto ai vangeli apocrifi. Sorprendente è la tecnica compositiva, che lascia emergere una sorta di schema prospettico di diretta ascendenza classica, oltre a un chiaro realismo nella rappresentazione di ambienti, figure umane e animali. Il ciclo di affreschi testimonia così la permanenza, in tarda età longobarda, di elementi artistici classici sopravvissuti all'innesto della concezione germanica dell'arte, priva di attenzione ai risvolti prospettici e naturalistici, e più concentrata sul significato simbolico delle rappresentazioni. Risulta notevole, contro il pregiudizio secondo cui la Terra nel Medio Evo fosse considerata piatta, la raffigurazione della Terra come una sfera con sopra una croce: l'innesto della croce dimostra appunto che la Terra è raffigurata rotonda non come è tondo un disco, ma come è tonda una sfera, forma che, del resto, le persone colte all'epoca generalmente le attribuivano.